# Pinokkiomot
De pinokkiomot (Synaphe punctalis) is een nachtvlinder uit de familie Pyralidae, de snuitmotten. De vlinder heeft een spanwijdte van 22 tot 27 millimeter en is in Nederland en België vrij algemeen.
De rupsen leven verborgen in een teer web tussen mossen. Na de winter verpopt de rups in een zijdeachtige coccon tussen het mos. De vliegtijd van de vlinder is van juni tot augustus. De vlinders worden 's avonds laat actief en worden aangetrokken door licht. Wijfjes zijn donkerder getekend. Naast de vorm en het kleurenpatroon vallen ook de lange poten op.